# Шмундяк Сергій Федорович
Сергій Федорович Шмундяк (нар. 17 жовтня 1957, Чернівці) — український футболіст, нападник.

## Життєпис
Народився 17 жовтня 1957 року в Чернівцях. Розпочинав займатися футболом у футбольних секціях місцевих спортивних шкіл (тренери — Микола Брєєв і Віктор Осадчук).
З 1976 по 1986 рік виступав за команди української зони другої ліги. Захищав кольори чернівецької «Буковини» і львівського СКА. У складі армійського клубу став найкращим бомбардиром турніру команд другої ліги 1977 року — 20 забитих м'ячів. Вніс вагомий внесок у здобуття команди з Чернівців золотих нагород чемпіонату УРСР 1982 року і срібних — 1980 року. Найкращий бомбардир «Буковини» у 1979, 1981 і 1982 роках. Частину сезону 1981 року провів у складі львівських «Карпат», які виступали у першій лізі (19 матчів, 2 голи).
Сергій Шмундяк постійно мав запрошення з клубів вищої ліги чемпіонату СРСР. Буковинця хотіли бачити у своєму складі представники московського ЦСКА, донецького «Шахтаря» і одеського «Чорноморця». Наприкінці 70-х років мав шанс стати гравцем київського «Динамо», але на перехід до команди Валерія Лобановського буковинець не наважився.
Всього у чемпіонаті УРСР провів 398 матчів. Посідає дев'яте місце у «Клубі Євгена Дерев'яги» — списку найрезультативніших гравців чемпіонату УРСР (у рамках другої ліги) — 130 голів.

## Досягнення
- Чемпіон УРСР (1): 1982
- Срібний призер (1): 1980
- Найкращий бомбардир чемпіонату УРСР (1): 1977 (20 голів)

## Статистика
| Сезон | Команда           | Ліга | Ігри   | Голи   |
| ----- | ----------------- | ---- | ------ | ------ |
| 1975  | «Буковина»        | D3   | ?      | 1      |
| 1976  | «Буковина»        | D3   | 24     | 3      |
| 1976  | «Буковина»        | К    | 3      | 1      |
| 1977  | СКА (Львів)       | D3   | 42     | 20     |
| 1978  | СКА (Львів)       | D3   | 38     | 10     |
| 1979  | «Буковина»        | D3   | 44     | 13     |
| 1980  | «Буковина»        | D3   | 42     | 14     |
| 1981  | «Буковина»        | D3   | 19     | 11     |
| 1981  | «Карпати» (Львів) | D2   | 19     | 2      |
| 1981  | «Карпати» (Львів) | К    | 5      | 2      |
| 1982  | «Буковина»        | D3   | 45 (4) | 22 (1) |
| 1983  | «Буковина»        | D3   | 45     | 12     |
| 1984  | «Буковина»        | D3   | 38     | 5      |
| 1985  | «Буковина»        | D3   | 40     | 14     |
| 1986  | «Буковина»        | D3   | 26     | 5      |